# リー・マステンブルーク
ヘンドリカ・ヴィルヘルミナ・マステンブルーク（Hendrika Wilhelmina Mastenbroek, 1919年2月26日 - 2003年11月6日）は、オランダロッテルダム出身のオランダ人女子競泳選手。ベルリンオリンピックで100m自由形・400m自由形・400mリレーで金メダル、100m背泳ぎで銀メダル、計4つのメダルを獲得した。

## 経歴

### 1934年欧州選手権
400m自由形・400mリレー・100m背泳ぎで金メダル、100m自由形で銀メダルを獲得。

### 1936年ベルリンオリンピック
100m自由形・400m自由形・400mリレーで三冠を達成。100m背泳ぎでも銀メダルを獲得した。
100m自由形は予選を1分0秒6で泳ぎ、五輪新記録で1位通過。準決勝も予選と同タイムの1分0秒6で泳ぎ、五輪タイ記録で1位通過。決勝は1分5秒9の五輪新記録で金メダルを獲得した。
400m自由形は予選を5分38秒6、準決勝を5分40秒3で泳ぎ、どちらも1位通過で決勝に進出。決勝では5分26秒4の五輪新記録で金メダルを獲得した。100m背泳ぎは予選を1分22秒0で2位通過。準決勝は1分19秒1で1位通過。決勝は1分19秒2でニーダ・センフに破れたが、2位となり銀メダルを獲得した。400mリレーは予選を4分38秒1で1位通過。決勝では4分36秒0の五輪新記録で金メダルを獲得した。